# Ouo
Ouo è un dipartimento del Burkina Faso classificato come comune, situato nella Provincia  di Comoé, facente parte della Regione delle Cascate.
Il dipartimento si compone del capoluogo e di altri 27 villaggi: Balgogo, Beguele, Bini, Dagninikorosso, Dapala, Gangasse, Gonga, Guedanga, Inzele, Kien, Konamisse, K'poum. Logue, Mado, Minse, Nerkedaga, N'golofesso, Norkama, Pambie-Sokoura, Poikoro, Safia, Sassamba, Siekoro, Sirakoro, Sokourani, Soucie e Toukoro.